# Ocoelophora ochreifusca
Ocoelophora ochreifusca là một loài bướm đêm trong họ Geometridae.